# Entre a mi mundo
 Entre a mi mundo es el tercer álbum de estudio de Selena. Fue publicado el 6 de mayo de 1992 por la compañía discográfica EMI Latin. En su debut discográfico con Selena y Los Dinos, el guitarrista Chris Pérez se enamoró de la artista, quienes se fugaron el 2 de abril de 1992, después de que Abraham despidiera a Pérez de la banda. Este, luego se disculpó y aceptó la relación de ambos, integrando nuevamente a Pérez a la banda. El hermano y productor musical de Selena, A.B. Quintanilla, supervisó la producción de Entre a mi Mundo, así como también compuso la mayoría de las pistas del álbum junto a Ricky Vela y Pete Astudillo.
Este álbum incorpora música mayormente tejana y ranchera y fue elogiado críticamente por su diversidad musical. "Como la Flor", que es una canción de cumbia mexicana, se convertiría en la canción firma de Selena, y uno de los más conocidas de su repertorio. “Como la Flor” alcanzó el número cuatro en la lista de los Estados Unidos de América Regional Mexican Airplay, y fue el salto para el éxito de Selena en el mundo de la música latina. “La carcacha”, que cuenta la historia de un romance adolescente de barrio, alcanzó el puesto número uno en la lista Regional Mexican Airplay durante casi seis meses. Los temas “Las cadenas”, “Siempre estoy pensando en ti” y “Si la quieres”, fueron muy exitosos pese a no ser lanzados en radio, pero eran tocados en las presentaciones para promocionar el álbum. Entre a mi mundo alcanzó el puesto número uno en la lista regional mexicana América Álbumes durante ocho meses consecutivos. El álbum vendió 385.000 copias en su primer año, más que cualquier otro álbum de música tejana de una vocalista femenina.
Una reedición fue lanzada de manera digital en septiembre de 2022, celebrando 20 años de este álbum.

## Listado de canciones
| N.º | Título                         | Escritor(es)                          | Duración |  |
| 1.  | «Si La Quieres»                | Ricky Vela                            | 3:11     |  |
| 2.  | «Como La Flor»                 | A.B. Quintanilla III • Pete Astudillo | 3:02     |  |
| 3.  | «Yo Te Sigo Queriendo»         | Quintanilla III • Astudillo           | 3:08     |  |
| 4.  | «¿Qué Creías?»                 | Quintanilla III • Astudillo           | 3:30     |  |
| 5.  | «Las Cadenas»                  | Quintanilla III • Vela                | 3:11     |  |
| 6.  | «Vuelve A Mí»                  | Quintanilla III • Astudillo           | 3:37     |  |
| 7.  | «La carcacha»                  | Quintanilla III • Astudillo           | 4:09     |  |
| 8.  | «Siempre Estoy Pensando En Ti» | Quintanilla III • Astudillo           | 3:01     |  |
| 9.  | «Missing My Baby»              | Quintanilla III                       | 3:48     |  |
| 10. | «Ámame»                        | Selena Quintanilla • Astudillo        | 3:38     |  |

- 20 Years of Mussic: Re-Issued Edition (2002)

| 20 Years of Music: Re-Issued Edition (2002) |                                                                                               |                             |          |  |
| N.º                                         | Título                                                                                        | Escritor(es)                | Duración |  |
| 11.                                         | «Buenos Amigos» (Con Álvaro Torres)                                                           | Álvaro Torres               | 4:46     |  |
| 12.                                         | «Where Did The Feeling Go?»                                                                   | Norman Saleet               | 3:44     |  |
| 13.                                         | «Spoken Liners Notes by the Band and Family» (Comentarios por miembros de la banda y familia) | Brian "Red" Moore           | 12:41    |  |
| 14.                                         | «La Carcacha» (Music Video)                                                                   | Quintanilla III • Astudillo | 3:39     |  |

## Certificaciones
| País           | Organismo Certificador | Certificación | Ventas certificadas | Ref.  |
| -------------- | ---------------------- | ------------- | ------------------- | ----- |
| Estados Unidos | RIAA                   | Oro           | 500 000             | [ 2 ] |